# Marinha de alto mar

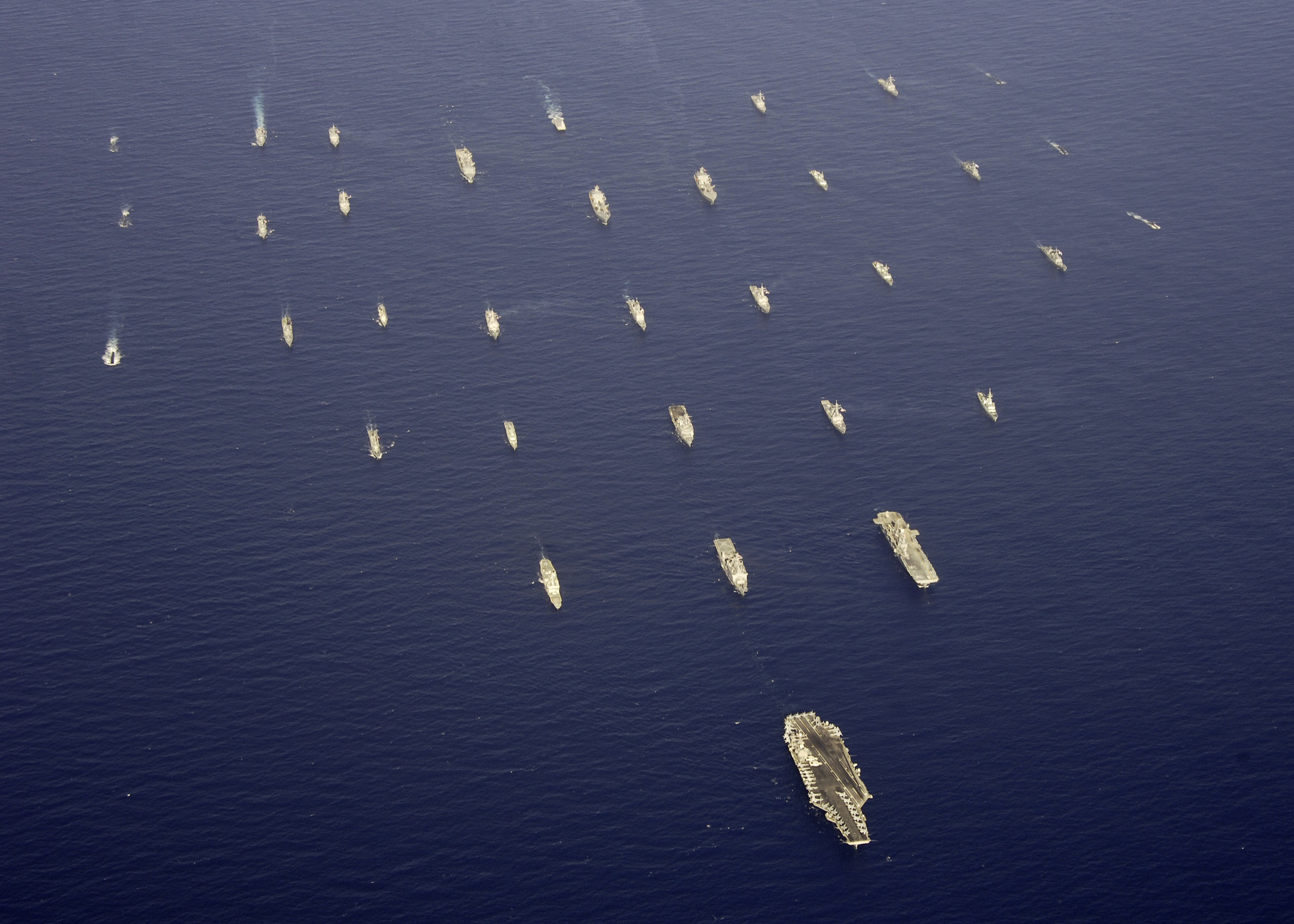
O USS Abraham Lincoln lidera a formação de navios de oito países durante o exercício RIMPAC em 2006.

O termo Marinha de alto mar é uma expressão usada para descrever uma força marítima capaz de operar em águas internacionais. Embora não exista um critério único para diferenciar uma força desta natureza das outras formas de Marinha de Guerra, considera-se que, no nível estratégico, uma Marinha de Águas Azuis tem a função principal de projetar forças militares através dos mares, projetar forças contra outros países e continentes ou para exercer o controle do mar a longas distâncias. O termo usado no Reino Unido é Marinha expedicionária.
Se diferencia da marinha fluvial e da marinha litorânea, principalmente pelo alcance e autonomia das esquadras marítimas, mas também pelo modelo dominante de navio e o tipo de capacidade militar, que tende a ser predominantemente ofensiva no caso das Marinhas alto mar, e predominantemente capacidades defensivas nas Marinha litoral (para defesa do litoral) e de fluvial (defesa de rios de interior e bacias hidrográficas).
Tradicionalmente, a Marinha de alto mar possui navios de grande porte, com maior autonomia e elevado poder ofensivo, centradas em belonaves principais compostas de navios de ataque, como os grandes encouraçados (até a I Guerra Mundial) e desde a II Guerra Mundial, os porta-aviões.

## Marinhas de Águas Azuis

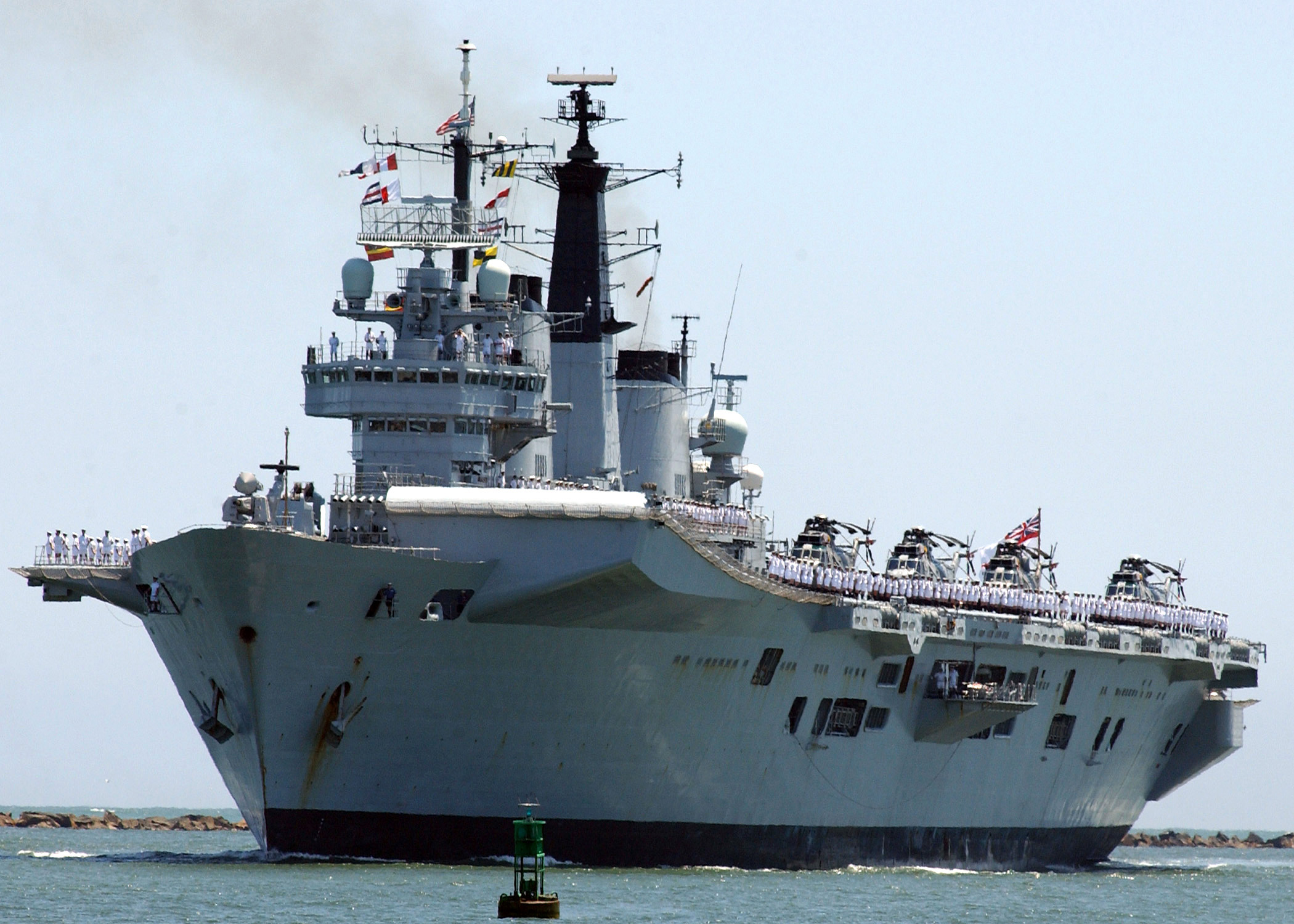
Os porta-aviões são a belonave tradicionalmente mais importante para projeção de forças através de longas distâncias, que caracteriza as principais marinhas de águas azuis. Na foto o porta-aviões ligeiro inglês HMS Invincible.

As potências navais são países que têm  marinhas de água azuis com capacidade para exercer controle em alto mar, de grandes rotas marítimas e de regiões distantes do seu território, e a partir disso, projetar forças em águas de outras nações litorâneas, são:
- China[4]
- Estados Unidos
- Reino Unido
- Rússia
- França[5]
- Índia[6]
- Itália[7]